# Clumsy
A "Clumsy" Britney Spears amerikai énekesnő egyik dala a Glory-ról. 2016. augusztus 11-én jelent meg második promóciós kislemezként az RCA és a Sony Music által. A dalt  Talay Riley, Warren "Oak" Felder és Alex Niceforo írta, a dal producere Felder, Alex Nice és Mischke. A szám leginkább elektro stílusú. A dalban használt "Oops" felidézi Britney 2000-es kislemezét, az Oops!… I Did It Againt.  Az  AllMusic, The Boston Globe, musicOMH és Rolling Stone írói szerint az egyik legjobb dal az albumról.

## Elismerések
| Társulat      | Helyezés | Lista                   |
| ------------- | -------- | ----------------------- |
| Rolling Stone | 34       | 2016 ötven legjobb dala |

## Slágerlistás helyezések
A "Clumsy" két hétig volt jelen a francia SNEP slágerlistán, először a 142. helyen nyitott, majd a 175. helyezésig esett.
| Chart (2016)                   | Peak position |
| ------------------------------ | ------------- |
| Franciaország (Single Top 100) | 142           |
| Russia Airplay (Tophit)        | 265           |